# 俺タワー -Over Legend Endless Tower-
『俺タワー -Over Legend Endless Tower-』（おれタワー オーバーレジェンドエンドレスタワー）は、マーベラスが製作し、SE モバイル・アンド・オンラインが開発・運営、DMM.comより配信されていたブラウザゲーム。サービス期間は2014年9月2日 - 2017年5月1日。表記揺れとして「俺タワー 〜Over Legend Endless Tower〜」などがある。
2017年4月1日にサービス終了がエイプリルフールの冗談としてではなく告知され、2017年5月1日に終了した。
事実上の後継タイトルとなるスマートフォン版ゲームアプリ『毎日こつこつ俺タワー』のサービスが2017年4月24日より開始されている。

## ゲーム内容
プレイヤー（ゲーム内では「オヤカタ」という大工）は重機・トラック・工具などの建設・工事用具が女性に擬人化された「建姫（ケンキ）」を集め、モンスターと戦闘し強化しながら魔塔建築を目指す。各建姫のグラフィックには元ネタの工具や重機の外見的特徴が描き表されている。

## 声優・キャラ
2015年3月末までに登場した建娘の担当声優は2015年3月27日に発売した『俺タワー -Over Legend Endless Tower- 建姫名鑑』に記載されている。
| 声優名                       | 配役                                                                                                   |
| ---------------------------- | --- |
| 青山吉能                     | ハンディ粉塵計、沓石                                                                                   |
| 茜屋日海夏                   | モンキーレンチ、ランマー、ディスクグラインダ、電動ピック                                               |
| 朝日奈丸佳                   | 鉄筋カッター、小型除雪機                                                                               |
| 石井未紗                     | ローラーコンベア、木槌、ミニアースオーガ、ヒーター                                                     |
| 上田麗奈                     | ルーラー、シザーリフト、ベンチバイス、バケットチェーンエクスカベーター                                 |
| 榎本温子                     | フォークリフト、タンクローリー、インパクトクラッシャー、高圧洗浄機                                     |
| 大井麻利衣                   | ロードスタビライザー4W、土質改良機、ハンディトリマ、アナログ振動計                                     |
| 大久保瑠美                   | ニパ子（ニッパー）、半田ごて                                                                           |
| 荻野葉月                     | コンパス、ポンチ                                                                                       |
| 久保田未夢                   | スコップ、スパナ、曲尺、アスファルトカッター                                                           |
| 古賀葵                       | トラロープ、水中切断棒、手動式ライン抹消機、ハンドウィンチ                                             |
| 佐野愛                       | コンクリートポンプ、ルータプレーン                                                                     |
| 澁谷梓希                     | フェラーバンチャー、ロータリーパーカッションドリルS、ミニアスファルトフィニッシャー                    |
| 芹澤優                       | ペンチ、グルーガン、フロアジャッキ、ロードカッター                                                     |
| 空見ゆき                     | 金鎚、三角やすり、シールドマシン、ポリッシャー、風の大精霊、秩序の姫、スクリュー式アスカーバ           |
| 高橋李依                     | やすり、パンタグラフジャッキ、マテリアルハンドラ、自由断面掘削機                                       |
| 竹内恵美子                   | ダンプトラック、軽トラック、電動ドリル、ディーゼルハンマー、ブロワ、スキッダ                           |
| 伊達朱里紗                   | オフセットスパナ、デモリションマシン、ローディングショベル、問屋の娘ゼニー、クラムシェル               |
| 田中あいみ                   | ミニショベル プラスドライバー、鉋、ホイールクレーン                                                    |
| 田中美海                     | 錐、コンストラクションサイン、トータルステーション、ブラシ、フォワーダ                                 |
| 玉木佑和                     | コンテナクレーン、クローラキャリア、アスファルトスプレヤ、ブラシ式路面清掃車                           |
| 中山恵梨香                   | プライヤー、ジブクレーン、モータースクレイパー、ドラグライン                                           |
| 新田早規                     | グラップル、ハンドマーカー、騒音計、RサーキュレーションドリルC                                         |
| 土師亜文                     | 大八車、スリップフォームペーバ、スクレイパー、ワイヤーストリッパー                                     |
| 箸本のぞみ                   | 猫車二才、巻尺、スタンド投光器、スキッドステアローダー                                                 |
| 長谷美希                     | ファン、ラチェットレンチ、ダストコレクター、バール                                                     |
| 春野ななみ                   | ホイールローダー、ガスヴェルダー、トレーラー、水中ポンプ、プロセッサ、工事用エレベーター               |
| 稗田寧々                     | ベルトローダー                                                                                         |
| 星守紗凪                     | ワイヤーツイスター                                                                                     |
| ほなみ                       | スノーダンプ、コアボーリング、ハンドタイタンパー、クーラー                                             |
| 本泉莉奈                     | マイナスドライバー、ウォーターポンププライヤー、ソケットレンチ、ピッケル                               |
| 三上遥香                     | 糸ノコ、ミニ油圧ブレーカー、C型クランプ                                                                |
| 三上由理恵                   | 大口径掘削機、吸上式エアースプレー、ミニ散水機                                                         |
| 南早紀                       | 陸上ポンプ、墨壺                                                                                       |
| 南波ゆき                     | コードリール、タッカー、シングルガス検知器                                                             |
| 望田ひまり（旧名：永田優美） | ミニトレンチャー、スイングヤーダ                                                                       |
| 森千晃                       | パイロン、モルタルミキサー、トラッククレーン、ホイールドーザー、モーターグレーダー、ストラドルキャリア |
| 矢野亜沙美                   | ノコギリ、鑿、ディーゼルジェネレイター、シャフローダー                                                 |
| 山北早紀                     | クローラクレーン、ラジオペンチ、トラックミキサー、タイヤローラー                                       |
| 山下七海                     | 気泡管水準器、台車                                                                                     |
| 若井友希                     | チッパー、ノギス、引き込みクレーン式アンローダー                                                       |
| 声優未公表                   | ロードヒータ、針式壁裏探知機                                                                           |

### イラストレーター
| イラストレーター名 | 配役                                                         |
| ------------------ | ------------------------------------------------------------ |
| 九印-quin-         | 鉋、錐、鑿                                                   |
| ぐらしおん         | 金鎚                                                         |
| 又市マタロー       | フォワーダ                                                   |
| 吉井ダン           | モータースクレイパー                                         |
| yuka               | クローラクレーン                                             |
| りんこ。           | インパクトクラッシャー、タンクローリー                       |
| 蓮禾               | ディスクグラインダ、ファン、トラックミキサー、ロードカッター |
| wara               | ミニショベル                                                 |

## コラボレーション
2015年2月5日にアルティメットニッパーの公式イメージキャラクターのニパ子がニッパーの建姫として実装された。